# František Hering
František Hering (15. března 1887 Rokycany – 9. dubna 1961 Plzeň) byl český cyklista, podnikatel a průmyslník, spolumajitel závodu na výrobu jízdních kol Tripol v Rokycanech, v letech 1922 až 1933 spojeného s chebskou firmou Eska Cheb, následně majitel samostatné továrny Tudor, zakladatel tradice výroby bicyklů ve městě. Po roce 1948 pokračovala jako proslulý výrobce silničních jízdních kol Favorit.

## Život

### Mládí
Narodil se v Rokycanech, vyučil se zřejmě strojním zámečníkem. Byl nadšeným cyklistou. Roku 1912 si zde otevřel dílnu s názvem Sportovní závod na opravu a stavbu velocipedů, kde kola opravoval a vyráběl.

### Továrna Tripol a Tudor

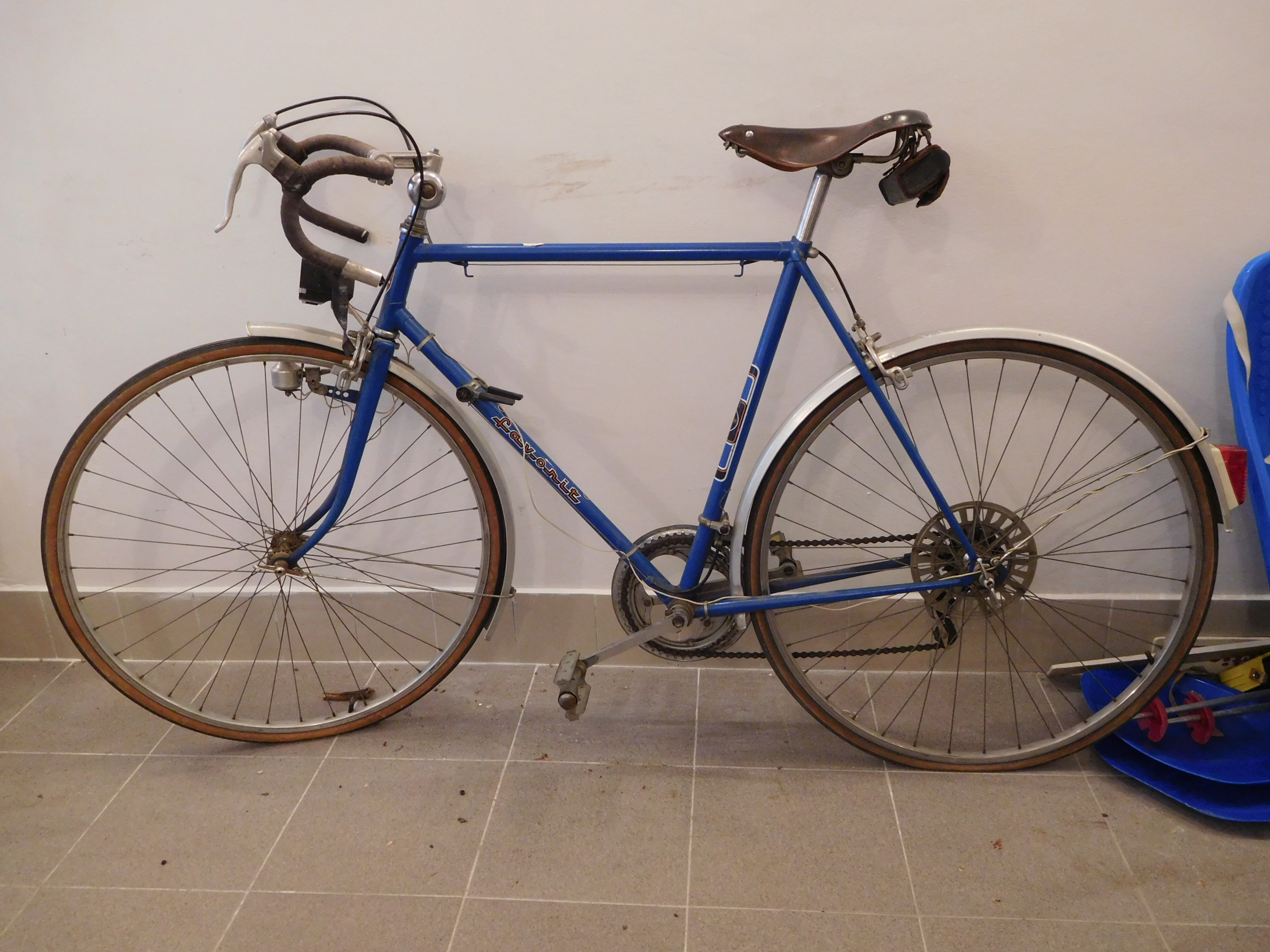
Silniční kolo Favorit z roku 1984

První pokus o tovární výrobu jízdních kol v Rokycanech uskutečnil Hering po vzniku Československa kolem roku 1921, do roka však závod prodal firmě Stadion, a.s. Rakovník. V roce 1922 v Rokycanech vzniká nová továrna na jízdní kola založena Františkem Heringem, Ambrosem Swetlikem a Heinrichem Kastrupem z firmy Es-Ka (Swetlik-Kastrup) z Chebu, a začala s výrobou značky Tripol ze součástek chebské Es-Ka. V roce 1933 se po rozepřích ve vedení firma rozdělila na Tripol (majitel Es-Ka Cheb), která si v roce 1934 postavila vlastní továrnu a Hering, který koupil původní areál, zde začal vyrábět kola značky Velo-Tudor. Firma však nejprve nakupovala kola Achilles Žandov a prodávala je pod svou značkou Tudor a teprve až v roce 1936 začala s vlastní výrobou. V době největšího rozmachu vyráběl závod na 5000 kusů kol ročně.
Během druhé světové války továrny vyráběly součástky pro armádní průmysl.

### Po roce 1945
Po válce dostaly obě továrny jako podniky s německým kapitálem nucenou správu. Po komunistickém puči a znárodnění v roce 1948 byl podnik Tudor Heringovi z vlastnictví odebrán a sloučen s továrnou Tripol jako ostatní továrny pod jediný podnik ČZ Strakonice (na Moravě pod Zbrojovka Brno). Následně došlo ke specializaci podniků na konkrétní součástky a omezení finálních montoven. Továrna roku 1950 začala vyrábět proslulou značku silničních kol Favorit.

### Úmrtí
František Hering zemřel 9. dubna 1961 v Plzni ve věku 74 let.